# Mellansjön (Ramsjö socken, Hälsingland)
Mellansjön är en sjö i Ljusdals kommun i Hälsingland och ingår i Ljungans huvudavrinningsområde. Sjön har en area på 1,19 kvadratkilometer och ligger 314 meter över havet. Sjön avvattnas av vattendraget Juån (Lillån).

## Delavrinningsområde
Mellansjön ingår i det delavrinningsområde (691045-149453) som SMHI kallar för Utloppet av Mellansjön. Medelhöjden är 341 meter över havet och ytan är 9,09 kvadratkilometer. Räknas de 6 avrinningsområdena uppströms in blir den ackumulerade arean 89,97 kvadratkilometer. Juån (Lillån) som avvattnar avrinningsområdet har biflödesordning 2, vilket innebär att vattnet flödar genom totalt 2 vattendrag innan det når havet efter 160 kilometer. Avrinningsområdet består mestadels av skog (71 procent). Avrinningsområdet har 1,19 kvadratkilometer vattenytor vilket ger det en sjöprocent på 13,1 procent.